# Taeniotes marmoratus
Taeniotes marmoratus es una especie de escarabajo longicornio del género Taeniotes, tribu Monochamini, subfamilia  Lamiinae. Fue descrita científicamente por Thomson en 1865.

## Descripción
Mide 28-37,6 milímetros de longitud.

## Distribución
Se distribuye por Colombia, Ecuador y Perú.